# Fidicinium sacroprofanum
Les Fidicinium sacroprofanum (titre complet : Fidicinium Sacro-Profanum Tam choro, quam foro pluribus fidibus concinnatum, et concini aptum, « Musique sacrée et profane pour instruments à cordes, pour chœur d’église ainsi que, dans les occasions profanes, arrangées avec art pour plusieurs instruments à cordes ») sont un recueil de douze Sonates pour instruments à cordes  et continuo composé par Heinrich Biber.
Le cycle porte les numéros C 78 à C 89 dans le catalogue de ses œuvres établi par le musicologue américain Eric Thomas Chafe.

## Structure
Les Fidicinium Sacro-Profanum comprennent douze sonates dans des tonalités différentes :
- C.78 – Sonata I en si mineur
- C.79 – Sonata II en fa majeur
- C.80 – Sonata III en ré mineur
- C.81 – Sonata IV en sol mineur
- C.82 – Sonata V en do majeur
- C.83 – Sonata VI en la mineur
- C.84 – Sonata VII en ré majeur
- C.85 – Sonata VIII en si bémol majeur
- C.86 – Sonata IX en sol majeur
- C.87 – Sonata X en mi majeur
- C.88 – Sonata XI en do mineur
- C.89 – Sonata XII en la majeur

## Présentation

### Instrumentation
L'œuvre, composée pour instruments à cordes et basse continue, présente un ensemble différent du quatuor à cordes moderne, qui n'est pas encore fixé dans les années 1680 : on trouve deux violons principaux, notés en clef de sol, et deux violes notées en clef d'ut 3e. La basse continue est traditionnellement confiée à des violes de gambe et clavecin.

### Analyse
Heinrich Biber, considéré par Paul Hindemith comme « le compositeur de musique baroque le plus important avant Bach », livre une œuvre où « aucune concession n’est faite à un facile confort. » avec ce recueil constitué de « mouvements de danse qui ne veulent pas s'avouer : sarabandes, gigues, sous des titres anodins tels que Adagio et Allegro ».
Selon René Clemencic, « la Sonate XII en do mineur nous fait penser, de façon étonnante, à Beethoven. En revanche, la sonate IV est presque un ricercare de la renaissance finissante. Le dernier Allegro de la Sonate VI rappelle, par ses complexités rythmiques, les entrées thématiques, caractéristiques de la musique contemporaine. »

En 1977, le musicologue Antoine Goléa rappelle les objectifs de la sonate pour violon dans la musique baroque : 

« Qu'on ne s'y trompe pas : même dans les tentatives, parfois géniales, faites pour hisser le violon au rang d'instrument polyphonique, comme dans la musique allemande pour violon de Biber à Bach, c'est la mélodie qui occupe le premier rang. Le jeu polyphonique de l'instrument soliste n'est qu'une immense ornementation sonore de l'expression mélodique, qui reste l'essentiel. »

L'enregistrement des Fidicinium sacroprofanum par René Clemencic et le Clemencic Consort en 1988 est saluée comme une révélation par la critique : « C'est en effet un véritable univers que révèle ce compact, en première mondiale, dans une suite de pièces relativement brèves mais denses, restituées par une prise de son éclatante. »

### Édition moderne
- (de) Erich Schenk, Fidicium Sacro-Profanum Tam choro, quam foro pluribus fidibus concinnatum, et concini aptum, Graz-Vienne, Akademische Druck-u. Verlagsanstalt, coll. « Denkmäler der Tonkunst in Österreich » (no 97), 1960, 106 p.

### Ouvrages généraux
- Antoine Goléa, La musique, de la nuit des temps aux aurores nouvelles, Paris, Alphonse Leduc et Cie, 1977, 954 p. (ISBN 2-85689-001-6)
- Dom Angelico Surchamp, Hector Berlioz : Chroniques — La musique en notre temps. Musique préclassique et classique, Paris, coll. « Catalogue Zodiaque n° 159 », 1989, 64 p. (ISSN 0044-4952)

### Ouvrages spécialisés
- (en) Eric Thomas Chafe, The Church Music of Heinrich Biber, Ann Arbor, UMI Research Press, coll. « Studies in musicology » (no 95), 1987, 305 p. (ISBN 0-8357-1770-4, OCLC 15053153)